# Bosnie-Herzégovine au Concours Eurovision de la chanson 2010
La Bosnie-Herzégovine a participé au Concours Eurovision de la chanson 2010 à Oslo, en Norvège, avec pour représentant Vukašin Brajić. Il a été choisi par la chaîne bosniaque pour représenter le pays au concours avec la chanson Munja i grom qui signifie "Le tonnerre et la foudre". 
La chanson a été interprétée en anglais à Oslo, sous le titre "Thunder and Lightning".